# 中町（西町北）停留場
中町（西町北）停留場（日语：／ Nakamachi Nishichō-kita teiryūjō */?）是位於富山縣富山市總曲輪，富山地方鐵道富山軌道線（本線與富山都心線）的電車站。車站編號為C09。
電車站位於富山縣道6號富山立山公園線上的共用軌道。

## 歷史

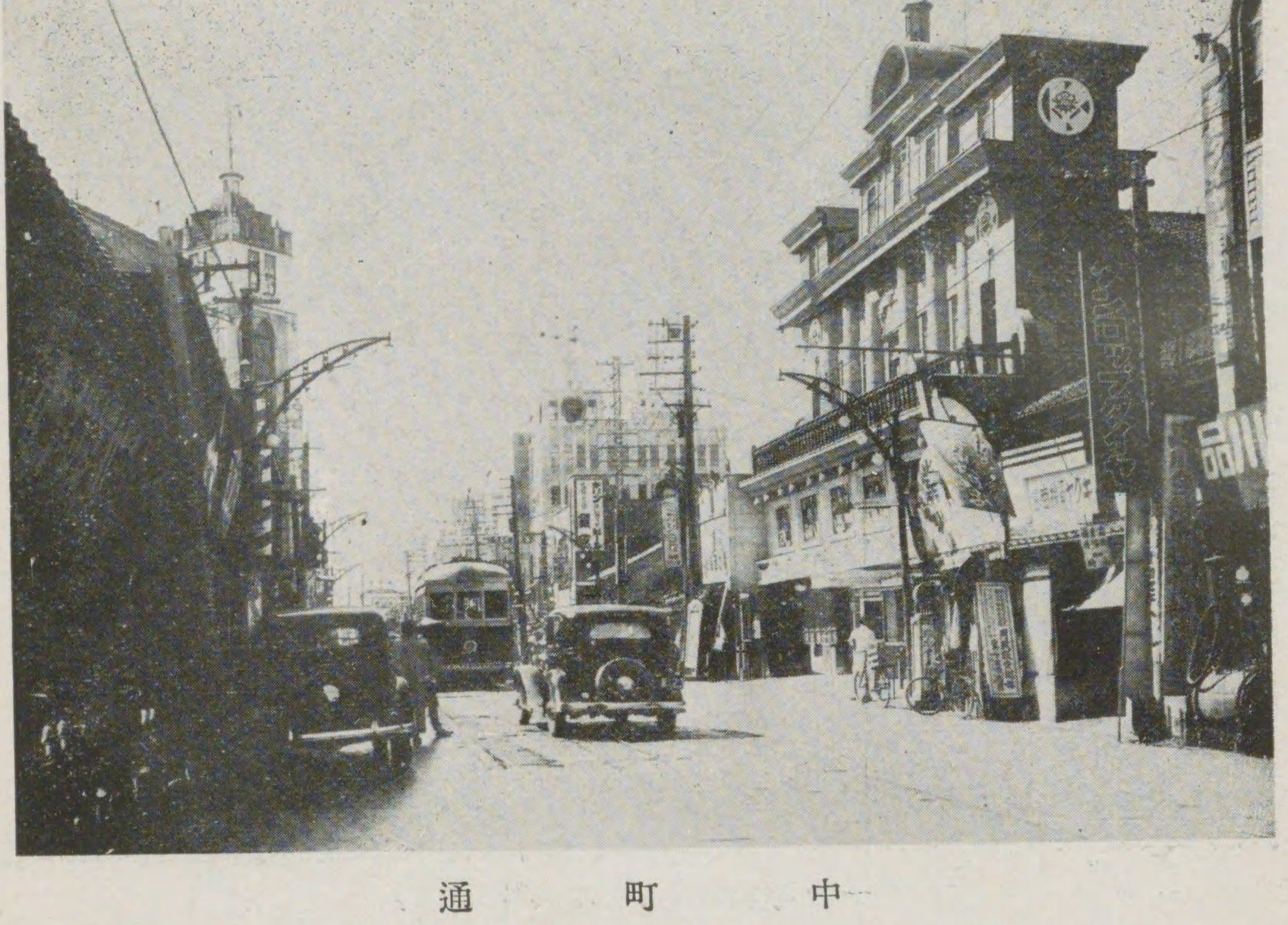
戰前電車站附近

- 2013年（平成25年）5月17日 - 電車站啟用[2][3]。

## 電車站構造
電車站是地面車站，建造在共用行車道上，設有1面1線的單式月台。此電車站只有富山站方向的月台，月台全長13.5米，上蓋全長12米，斜度全長6.5米。此電車站提供了無障礙環境。
由於只有只有富山站方向月台，南富山站前方向的列車會通過此電車站。同時，此電車站為富山都心線和本線匯合後首個電車站，因此乘坐環狀線電車的乘客如需要轉乘前往南富山站前站方向，需要在此電車站支付車費下車，下車同時領取轉乘票，然後步行前往鄰站西町停留場轉乘列車。在此電車站啟用前，指定轉乘電車站為GRAND PLAZA前停留場。
車站名稱取自於戰前曾經存在的「中町停留場」，另外由於與西町停留場有關連，因此站名加上了西町北。
環狀線的乘務員會在此電車站交班。

## 電車站周邊
- 中央通（日语：中央通り (富山市)）
- 總曲輪通商店街（日语：総曲輪）
- 西町商店街（日语：西町 (富山市)）
- 北陸銀行總店
- Gallery·MILLET（日语：ギャルリ・ミレー）
- Teruteru亭（日语：てるてる亭）
- 富山地鐵西町乘車券中心（發售列車、巴士定期票與IC卡場所）
- TOYAMA Glitter（日语：TOYAMAキラリ）
  - 富山市立圖書館（日语：富山市立図書館） 本館、富山市玻璃美術館、富山第一銀行（日语：富山第一銀行） 總店
- 總曲輪FERIO（日语：総曲輪フェリオ）（大和（日语：大和 (百貨店)#富山大和）富山店）
- GRAND PLAZA（日语：グランドプラザ）
- 本願寺富山西別院、東別院

## 相鄰電車站
富山地方鐵道
富山軌道線（本線）
西町（C08）－中町（西町北）（C09）（富山大學前、岩瀨濱方向單向停靠）－荒町（C10）
富山軌道線（富山都心線）
GRAND PLAZA前（C25）→（西町匯合處）→中町（西町北）（C09）→荒町（C10）

## 注腳
1. ↑  .   [2021年4月19日]. （原始内容存档于2021年3月5日） （日语）.
2. ↑  .   [2020-10-30]. （原始内容存档于2020-11-01） （日语）.（北日本新聞2013年（平成25年）5月17日）
3. ↑  . 北日本新聞 (北日本新聞社). 2013-05-18: 34（朝刊） （日语）.
4. 1 2  .   [2020-10-30]. （原始内容存档于2020-11-01） （日语）.（北日本新聞2013年（平成25年）5月17日）
5. 1 2  . 北日本新聞 (北日本新聞社). 2013-03-16: 40（朝刊） （日语）.

## 外部連結
- 中町（西町北） 市內電車 時間預定表PDF（日語） - 富山地方鐵道